# Idioma eini
El eini es una lengua extinta que alguna vez se habló en el suroeste de África (Sudáfrica) perteneciente a la familia de lenguas joisanas.
eini pertenecía al grupo de lenguas khoekhoe del norte, incluidas en el conjunto más amplio de lenguas khoe , cercano al idioma nama (hablado en Namibia) de la que a veces se considera un dialecto.